# Raiz da velocidade quadrática média

Distribuições de densidade de probabilidade da velocidade molecular de quatro gases nobres a uma temperatura de 298,15 K (25 °C). Os quatro gases são hélio (^{4}He), néon (^{20}Ne), argon (^{40}Ar) y xénon (^{132}Xe); os subíndices indicam os seus números de massa.

A raiz da velocidade quadrática média é uma medida da velocidade de uma partícula num gás. A mesma se expressa mediante a fórmula:
{\displaystyle v_{rms}={\sqrt {{3RT} \over {M_{m}}}}}
onde vrms é a raiz da média quadrática da velocidade, Mm é a massa molar do gás, R é a constante universal dos gases perfeitos, e T é a temperatura em Kelvin. 
Para a dedução dessa fórmula, considera-se um recipiente fechado cúbico de arestas de comprimento L, e uma molécula de gás com massa m e velocidade v.
Tem-se que o sentido da velocidade vx da molécula é perpendicular a uma das paredes, e que as colisões com a parede são elásticas. O 
momento transferido para a parede em uma colisão é dado por:

{\displaystyle \Delta p_{x}=(-m.v_{x})-(m.v_{x})=-2.m.v_{x}}

Devemos considerar que a molécula se choca contra uma das paredes do recipiente a cada intervalo Δt. Como o espaço percorrido é 2L, a uma velocidade vx, temos que {\displaystyle \Delta t={2L \over v_{x}}}.

Com a união dessas duas relações, obtém-se a variação do momento em relação ao tempo:

{\displaystyle {\Delta p \over \Delta t}={mv_{x}^{2} \over L}=F_{x}}

Recipiente cúbico com uma molécula de gás.

Que, pela segunda lei de Newton , é a força perpendicular a uma das paredes. Dividindo a força somada de todas moléculas pela área, obtemos a pressão sobre aquela parede.

{\displaystyle P={F_{x} \over L^{2}}={m \over L^{3}}(v_{x1}^{2}+v_{x2}^{2}+...+v_{xN}^{2})}
, onde N é o número de moléculas dentro do cubo.

Sabendo que {\displaystyle N=n.N_{A}}, onde {\displaystyle N_{A}} é o número de Avogadro e {\displaystyle n} é o número de mols, a soma das velocidades individuais pode ser substituida pela velocidade de 1 mol de moléculas x Número de Avogadro:
{\displaystyle P={mnN_{A} \over L^{3}}(v_{x}^{2}){med}}

Com {\displaystyle L^{3}} sendo o volume V e {\displaystyle m.N_{A}} sendo a massa molar M, e considerando que todas as moléculas do recipiente tem movimentos em direções aleatórias, ou seja, {\displaystyle V_{x}^{2}=V_{y}^{2}=V_{z}^{2}={1 \over 3}.V^{2}}, podemos simplificar a pressão para:

{\displaystyle P={nM \over 3V}(v^{2}){med}}

Finalmente, isolando {\displaystyle v_{med}^{2}} = {\displaystyle v_{rms}^{2}}em função das outras variáveis e substituindo PV com a Lei dos gases ideais ({\displaystyle PV=nRT}), obtemos a equação da velocidade quadrática média para gases ideais:

{\displaystyle v_{rms}={\sqrt {{3RT} \over {M_{m}}}}}

Este conceito é muito adequado tanto para o caso de gases com comportamento próximos de gases ideais como o hélio e o oxigénio diatómico. Podemos expressar a raiz da velocidade média quadrática em função da constante de Boltzmann:
{\displaystyle v_{rms}={\sqrt {{3kT} \over {m}}}}
onde m é a massa de uma molécula do gás.
Utilizando o Princípío de Lei da conservação da energia:
{\displaystyle E_{\mathrm {k} }={{3} \over {2}}nRT={\frac {3}{2}}NkT}
onde  Ek é a energia cinética e No número de moléculas do gás.
{\displaystyle E_{\mathrm {k,molecula} }={{1} \over {2}}mv^{2}}
Dado que v² não considera a direcção do movimento, é lógico assumir que a fórmula pode ser estendida a toda a amostra, substituindo m pela massa de toda a amostra, ou seja a massa molar multiplicada pelo número de moles, "nM", resultando:
{\displaystyle {{1} \over {2}}nMv^{2}=E_{\mathrm {k} }}
Portanto:
{\displaystyle v_{\mathrm {rms} }={\sqrt {{2E_{\mathrm {k} }} \over {m}}}}
o qual é equivalente.
Um exemplo importante onde é necessário conhecer as velocidades de um gás é a Distribuição de Maxwell-Boltzmann, e têm aplicações como o estudo de partículas de alta velocidade na superfície do sol e na superfície de um lago, por exemplo.